# Atesta sisyrioides
Atesta sisyrioides là một loài bọ cánh cứng trong họ Cerambycidae.